# Liste der Biografien/Re
Liste der Biografien |
Portal Biografien |
Personensuche
# |
A |
B |
C |
D |
E |
F |
G |
H |
I |
J |
K |
L |
M |
N |
O |
P |
Q |
R |
S |
T |
U |
V |
W |
X |
Y |
Z |
?
 
Ra |
Rb |
Rd |
Re |
Rh |
Ri |
Rj |
Rk |
Rl |
Rm |
Rn |
Ro |
Rr |
Rs |
Rt |
Ru |
Rv |
Rw |
Rx |
Ry |
Rz
 
Rea |
Reb |
Rec |
Red |
Ree |
Ref |
Reg |
Reh |
Rei |
Rej |
Rek |
Rel |
Rem |
Ren |
Reo |
Rep |
Req |
Rer |
Res |
Ret |
Reu |
Rev |
Rew |
Rex |
Rey |
Rez
Die Liste der Biografien führt alle Personen auf, die in der deutschsprachigen Wikipedia einen Artikel haben. Dieses ist eine Teilliste mit 10 Einträgen von Personen, deren Namen mit den Buchstaben „Re“ beginnt.

## Re
- Re Cecconi, Luciano (1948–1977), italienischer Fußballspieler
- Re, Andrea (* 1963), italienischer Ruderer
- Ré, Cayetano (1938–2013), paraguayischer Fußballspieler und -trainer
- Re, Davide (* 1993), italienischer Leichtathlet
- Re, Filippo (1763–1817), italienischer Botaniker und Agrarwissenschaftler
- Re, Giovanni Battista (* 1934), italienischer Kurienkardinal der römisch-katholischen KircheGiovanni Battista Re (* 1934)

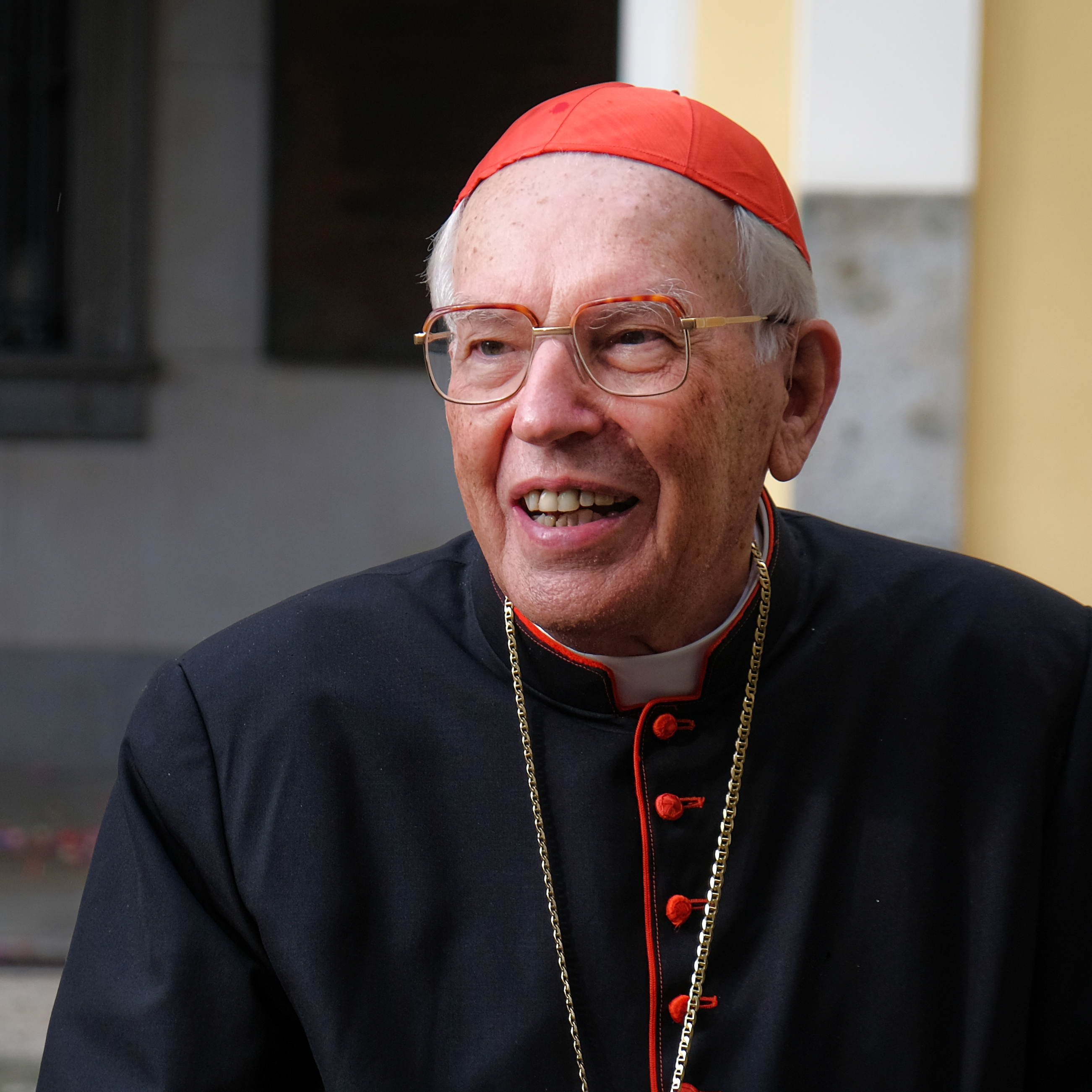
Giovanni Battista Re (* 1934)

- Re, Gustavo (1908–1979), italienischer Schauspieler
- Re, Leonardo (* 1991), deutscher Regisseur
- Re.You, deutscher DJ und Produzent im Bereich der elektronischen Tanzmusik
- Re:Locate (* 1983), niederländischer Trance-DJ und Musikproduzent